# Липень 2000
Липень 2000 — сьомий місяць 2000 року, що розпочався в суботу 1 липня та закінчився у понеділок 31 липня.

## Події
- 1 липня — Франція розпочала головування в Раді ЄС[1].
- 2 липня — збірна Франції з футболу перемогла збірну Італії у фіналі Чемпіонату Європи 2000.
- 10 липня — на півдні Нігерії вибухнув нафтопровід, у результаті чого загинуло близько 250 людей.
- 17 липня — вступив на посаду десятий президент Сирії Башар аль-Асад.